# Rensselaer (Indiana)
Rensselaer város az USA Indiana államában. Lakosainak száma 5733 fő (2020. április 1.).

## Népesség
A település népességének változása:

| 2010 | 5 859 |
| 2020 | 5 733 |